# Petr Ševčík (zpěvák)
Petr Ševčík (* 16. června 1991, Brno) je český zpěvák-skladatel, který odstartoval svou kariéru účastí ve druhém ročníku soutěže Československá SuperStar, v jejímž finále skončil na pátém místě.
Je jedním ze zakládajících členů vokálního seskupení Flow of Voices, pro které skládá vlastní acappellové písně. Od roku 2010 také vystupuje s acappella-rockovou skupinou Megafon. Svou pěveckou kariéru nastartoval v brněnské Kantiléně, kde působil v letech 1997 - 2005. Od šestnácti let zpívá v brněnském sboru Kampanela.
10. března 2013 vydává své první sólové album „Duality“, které obsahuje autorské skladby ve stylu pop-rocku a punk-rocku, ale i acappellovou „You Give Your Love“.
Od března 2013 je moderátorem odpoledního vysílání rádia Junior na Českém rozhlase.

## Diskografie

### Duality
01 Pieces of me
02 Dokonalá
03 My dream is breaking down
04 Lai lai lai
05 I love it
06 Mý špatný já
07 'Cause I want you
08 Mířím jen dál
09 Big big noise
10 Sebe se vzdáváš
11 You give your love